# Halothane
L’halothane est un agent anesthésique volatil halogéné de la famille des haloalcanes utilisable pour l'induction et l'entretien des anesthésies générales. Sa toxicité cardiaque et hépatique, responsable de la survenue d'hépatites fulminantes, l'a fait pratiquement abandonner en anesthésie humaine, sauf dans les pays en développement où il reste employé en raison de son faible coût.

## Histoire
L'halothane est une molécule ancienne. Il a été synthétisé pour la première fois en 1951 par Charles Suckling et utilisé en anesthésie à partir de 1956. Jusque dans les années 1980 il est resté le chef de file des anesthésiques halogénés, mais son utilisation a été remise en cause par ses effets secondaires délétères. Depuis le milieu des années 1980, il a été remplacé par l'isoflurane et surtout le desflurane et le sévoflurane, molécules aussi efficaces et beaucoup plus sûres.

## Propriétés
Le mode d'action de l'halothane s'explique en partie par son effet allostérique positif sur les canaux ionotropes GABAA, entraînant une augmentation de la fréquence et de l'intensité des potentiels postsynaptiques inhibiteurs (PPSI) qui s'opposent au passage du potentiel d'action au niveau des synapses du cerveau. Son odeur douce autorisait son administration en induction de l'anesthésie générale, en particulier chez l'enfant. Sa CAM est de 0,75 % vol.

## Avancées
L'halothane n'est plus guère utilisé qu'en médecine vétérinaire en raison de possibles complications hépatiques.

## Effets indésirables
Comme tous les gaz halogénés l'halothane augmente le risque de nausées et de vomissements post-opératoires. C'est en outre un dépresseur myocardique qui favorise la survenue d'une hypotension artérielle peropératoire, et il a été incriminé dans la survenue de troubles du rythme et d'arrêts cardiaques. Ces effets indésirables, associés à une toxicité hépatique, ont fait disparaître l'halothane des blocs opératoires dans les pays occidentaux. L'halothane comme tous les halogénés est susceptible, chez les sujets prédisposés, de déclencher une crise d'hyperthermie maligne.

## Divers
L'halothane fait partie de la liste modèle de l'OMS des médicaments essentiels (liste mise à jour en avril 2013).